# BNP Paribas Katowice Open 2013 - Qualificazioni singolare
Le qualificazioni del singolare  del BNP Paribas Katowice Open 2013 sono state un torneo di tennis preliminare per accedere alla fase finale della manifestazione. I vincitori dell'ultimo turno sono entrati di diritto nel tabellone principale. In caso di ritiro di uno o più giocatori aventi diritto a questi sono subentrati i lucky loser, ossia i giocatori che hanno perso nell'ultimo turno ma che avevano una classifica più alta rispetto agli altri partecipanti che avevano comunque perso nel turno finale.

## Teste di serie
1. Maria João Koehler (secondo turno)
2. Alexandra Cadanțu (qualificata)
3. Shahar Peer (ultimo turno, Lucky loser)
4. Akgul Amanmuradova (secondo turno, ritirata)

1. Valerija Savinych (primo turno)
2. Tadeja Majerič (primo turno)
3. Valerija Solov'ëva (secondo turno)
4. Chiara Scholl (primo turno)

### Qualificate
1. Maria Elena Camerin
2. Alexandra Cadanțu

1. Anna Karolína Schmiedlová
2. Jill Craybas

### Lucky losers
1. Shahar Peer

## Tabellone qualificazioni

### Legenda
| - Q = Qualificato - WC = Wild card - LL = Lucky loser | - ALT = Alternate - SE = Special Exempt - PR = Protected Ranking | - w/o = Walkover - r = Ritirato - d = Squalificato |

### Sezione 1
|  | Primo turno         | Primo turno          | Primo turno          | Primo turno | Primo turno |  |  | Secondo turno       | Secondo turno       | Secondo turno       | Secondo turno       | Secondo turno       |   |   | Ultimo turno    | Ultimo turno    | Ultimo turno    | Ultimo turno | Ultimo turno |  |
|  |                     |                      |                      |             |             |  |  |                     |                     |                     |                     |                     |   |   |                 |                 |                 |              |              |  |
|  | 1                   | Maria João Koehler   | Maria João Koehler   | 6           | 6           |  |  |                     |                     |                     |                     |                     |   |   |                 |                 |                 |              |              |  |
|  |                     | Mervana Jugić-Salkić | Mervana Jugić-Salkić | 3           | 2           |  |  | 1                   | Maria João Koehler  | Maria João Koehler  | 5                   | 3                   |   |   |                 |                 |                 |              |              |  |
|  |                     | Katarzyna Piter      | 4                    | 6           | 6           |  |  |                     | Katarzyna Piter     | Katarzyna Piter     | 7                   | 6                   |   |   |                 |                 |                 |              |              |  |
|  | WC                  | Marie Bouzková       | 6                    | 2           | 1           |  |  |                     |                     |                     |                     |                     |   |   | Katarzyna Piter | Katarzyna Piter | Katarzyna Piter | 2            | 4            |  |
|  | Anna-Lena Friedsam  | Anna-Lena Friedsam   | Anna-Lena Friedsam   | 2           | 3           |  |  |                     |                     | Maria Elena Camerin | Maria Elena Camerin | Maria Elena Camerin | 6 | 6 |                 |                 |                 |              |              |  |
|  | Maria Elena Camerin | Maria Elena Camerin  | Maria Elena Camerin  | 6           | 6           |  |  | Maria Elena Camerin | Maria Elena Camerin | Maria Elena Camerin | 6                   | 6                   |   |   |                 |                 |                 |              |              |  |
|  |                     | Diāna Marcinkēviča   | Diāna Marcinkēviča   | 6           | 6           |  |  | Diāna Marcinkēviča  | Diāna Marcinkēviča  | Diāna Marcinkēviča  | 4                   | 4                   |   |   |                 |                 |                 |              |              |  |
|  | 6                   | Tadeja Majerič       | Tadeja Majerič       | 2           | 3           |  |  |                     |                     |                     |                     |                     |   |   |                 |                 |                 |              |              |  |

### Sezione 2
|  | Primo turno | Primo turno         | Primo turno         | Primo turno | Primo turno |  |  | Secondo turno | Secondo turno      | Secondo turno      | Secondo turno      | Secondo turno      |   |   | Ultimo turno | Ultimo turno      | Ultimo turno      | Ultimo turno | Ultimo turno |  |
|  |             |                     |                     |             |             |  |  |               |                    |                    |                    |                    |   |   |              |                   |                   |              |              |  |
|  | 2           | Alexandra Cadanțu   | Alexandra Cadanțu   | 7           | 6           |  |  |               |                    |                    |                    |                    |   |   |              |                   |                   |              |              |  |
|  |             | Julija Bejhel'zymer | Julija Bejhel'zymer | 5           | 2           |  |  | 2             | Alexandra Cadanțu  | Alexandra Cadanțu  | 6                  | 6                  |   |   |              |                   |                   |              |              |  |
|  | WC          | Katarzyna Kawa      | Katarzyna Kawa      | 6           | 6           |  |  | WC            | Katarzyna Kawa     | Katarzyna Kawa     | 2                  | 3                  |   |   |              |                   |                   |              |              |  |
|  |             | Corinna Dentoni     | Corinna Dentoni     | 3           | 0           |  |  |               |                    |                    |                    |                    |   |   | 2            | Alexandra Cadanțu | Alexandra Cadanțu | 6            | 6            |  |
|  | WC          | Magdalena Fręch     | Magdalena Fręch     | 0           | 3           |  |  |               |                    |                    | Ioana Raluca Olaru | Ioana Raluca Olaru | 0 | 0 |              |                   |                   |              |              |  |
|  |             | Ioana Raluca Olaru  | Ioana Raluca Olaru  | 6           | 6           |  |  |               | Ioana Raluca Olaru | Ioana Raluca Olaru | 7                  | 6                  |   |   |              |                   |                   |              |              |  |
|  |             | Alison van Uytvanck | Alison van Uytvanck | 5           | 3           |  |  | 7             | Valerija Solov'ëva | Valerija Solov'ëva | 5                  | 4                  |   |   |              |                   |                   |              |              |  |
|  | 7           | Valerija Solov'ëva  | Valerija Solov'ëva  | 7           | 6           |  |  |               |                    |                    |                    |                    |   |   |              |                   |                   |              |              |  |

### Sezione 3
|  | Primo turno               | Primo turno               | Primo turno               | Primo turno | Primo turno |  |  | Secondo turno             | Secondo turno             | Secondo turno             | Secondo turno             | Secondo turno             |   |   | Ultimo turno | Ultimo turno | Ultimo turno | Ultimo turno | Ultimo turno |  |
|  |                           |                           |                           |             |             |  |  |                           |                           |                           |                           |                           |   |   |              |              |              |              |              |  |
|  | 3                         | Shahar Peer               | 7                         | 1           | 7           |  |  |                           |                           |                           |                           |                           |   |   |              |              |              |              |              |  |
|  |                           | Aravane Rezaï             | 63                        | 6           | 5           |  |  | 3                         | Shahar Peer               | Shahar Peer               | 6                         | 6                         |   |   |              |              |              |              |              |  |
|  |                           | Renata Voráčová           | 6                         | 62          | 0           |  |  | WC                        | Paula Kania               | Paula Kania               | 3                         | 3                         |   |   |              |              |              |              |              |  |
|  | WC                        | Paula Kania               | 3                         | 7           | 6           |  |  |                           |                           |                           |                           |                           |   |   | 3            | Shahar Peer  | Shahar Peer  | 4            | 1            |  |
|  | Veronika Kapšaj           | Veronika Kapšaj           | Veronika Kapšaj           | 62          | 4           |  |  |                           |                           |                           | Anna Karolína Schmiedlová | Anna Karolína Schmiedlová | 6 | 6 |              |              |              |              |              |  |
|  | Anna Karolína Schmiedlová | Anna Karolína Schmiedlová | Anna Karolína Schmiedlová | 7           | 6           |  |  | Anna Karolína Schmiedlová | Anna Karolína Schmiedlová | Anna Karolína Schmiedlová | 6                         | 6                         |   |   |              |              |              |              |              |  |
|  |                           | Tereza Smitková           | Tereza Smitková           | 6           | 7           |  |  | Tereza Smitková           | Tereza Smitková           | Tereza Smitková           | 4                         | 2                         |   |   |              |              |              |              |              |  |
|  | 8                         | Chiara Scholl             | Chiara Scholl             | 1           | 5           |  |  |                           |                           |                           |                           |                           |   |   |              |              |              |              |              |  |

### Sezione 4
|  | Primo turno      | Primo turno        | Primo turno      | Primo turno | Primo turno |  |  | Secondo turno | Secondo turno      | Secondo turno      | Secondo turno | Secondo turno |   |   | Ultimo turno   | Ultimo turno   | Ultimo turno   | Ultimo turno | Ultimo turno |  |
|  |                  |                    |                  |             |             |  |  |               |                    |                    |               |               |   |   |                |                |                |              |              |  |
|  | 4                | Akgul Amanmuradova | 5                | 6           | 6           |  |  |               |                    |                    |               |               |   |   |                |                |                |              |              |  |
|  |                  | Shūko Aoyama       | 7                | 3           | 1           |  |  | 4             | Akgul Amanmuradova | Akgul Amanmuradova | 3             | 0r            |   |   |                |                |                |              |              |  |
|  |                  | Iryna Burjačok     | Iryna Burjačok   | 6           | 6           |  |  |               | Iryna Burjačok     | Iryna Burjačok     | 6             | 0             |   |   |                |                |                |              |              |  |
|  | WC               | Katarzyna Pyka     | Katarzyna Pyka   | 0           | 0           |  |  |               |                    |                    |               |               |   |   | Iryna Burjačok | Iryna Burjačok | Iryna Burjačok | 3            | 2            |  |
|  | Sandra Záhlavová | Sandra Záhlavová   | Sandra Záhlavová | 3           | 3           |  |  |               |                    | Jill Craybas       | Jill Craybas  | Jill Craybas  | 6 | 6 |                |                |                |              |              |  |
|  | Jill Craybas     | Jill Craybas       | Jill Craybas     | 6           | 6           |  |  | Jill Craybas  | Jill Craybas       | Jill Craybas       | 6             | 6             |   |   |                |                |                |              |              |  |
|  |                  | Magda Linette      | 2                | 6           | 6           |  |  | Magda Linette | Magda Linette      | Magda Linette      | 4             | 0             |   |   |                |                |                |              |              |  |
|  | 5                | Valerija Savinych  | 6                | 2           | 4           |  |  |               |                    |                    |               |               |   |   |                |                |                |              |              |  |